# Cryptonothrotes pseudoapterus
Cryptonothrotes pseudoapterus är en insektsart som beskrevs av Scott LaGreca 2004. Cryptonothrotes pseudoapterus ingår i släktet Cryptonothrotes och familjen Pamphagidae. Inga underarter finns listade i Catalogue of Life.